# Andre Jacquemetton
Andre Jacquemetton é um roteirista e produtor de televisão estadunidense.
O primeiro trabalho de Jacquemetton foi na série Highlander: The Raven em 1999. Em seguida ele e sua esposa Maria escreveram o episódio "One Wedding and an Execution" da série Jack of All Trades. De 2000 a 2001 ele fez parte da equipe de roteiristas da série Baywatch e escreveu três episódios de Relic Hunter.
De 2001 até 2002, ele e sua esposa trabalharam como editores de história na primeira temporada de Star Trek: Enterprise, também escrevendo três episódios. Nos anos seguintes ele escreveu para os programas Adventure Inc., Peacemakers e Young Blades.
Em 2007, Andre e Maria Jacquemetton entraram para a equipe de roteiristas e produtores da série Mad Men. Por seus trabalhos, ele ja foi indicado a três Primetime Emmy Award de Melhor Roteiro em Série Dramática e venceu em três ocasiões na categoria de Melhor Série Dramática.